# ポドゾル

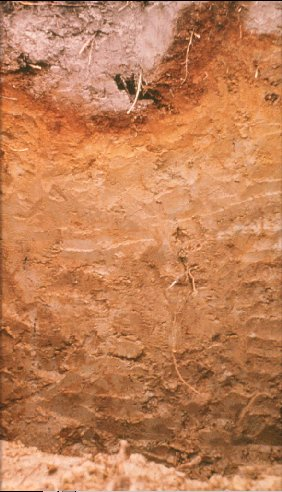
ポドゾル

ポドゾル (ロシア語: подзол, ラテン文字転写: podzol) は、ロシア・シベリア地方のタイガなどに特徴的にみられる酸性の土壌。日本では北海道や中部以東の山岳地帯にみられる。成帯土壌のひとつ。地味に乏しく、生産力は低く耕作には不向き。

## 概要
表面は腐植が覆っており、その下には浸透水によって漂白された灰白色の層、さらに下には鉄や腐植の混じり合った赤灰色の層がある。
チェルノーゼムなどの他の土と比べて発達していないという点がある。

## 成因
- 低温のため有機質の分解が進まず、水分のほとんどが上方から下方へ移動するため、腐植や鉄、アルミニウムなどの化学成分が溶脱され、地下に流され、石英が地表付近に残される。
- 森林植生下では、主として地表面における腐朽枝葉の腐植化が盛んで、とくに寒冷なタイガ地方に生成される腐植は、強い酸性反応を持ち水に易溶性のフルボ酸を主成分とするためポドゾル化を促す原因となる。